# Pandanus kjellbergii
Pandanus kjellbergii är en enhjärtbladig växtart som beskrevs av Folke Fagerlind. Pandanus kjellbergii ingår i släktet Pandanus och familjen Pandanaceae.
Artens utbredningsområde är Sulawesi. Inga underarter finns listade.